# Igreja Matriz de Nossa Senhora da Conceição (Angra dos Reis)
A Igreja Matriz de Nossa Senhora da Conceição localiza-se na cidade de Angra dos Reis, no estado do Rio de Janeiro. Localiza-se na Praça General Silvestre Travassos, no centro da cidade.

## História
A primeira igreja matriz da paróquia de Angra dos Reis, fundada em 1593, foi uma modesta capelinha de taipa. Após um incidente em que foi assassinado o vigário, a população da localidade transferiu-se ao outro lado da baía, próximo à capela dos carmelitas (futuro Convento do Carmo de Angra dos Reis), que passou a funcionar também como sede da paróquia.

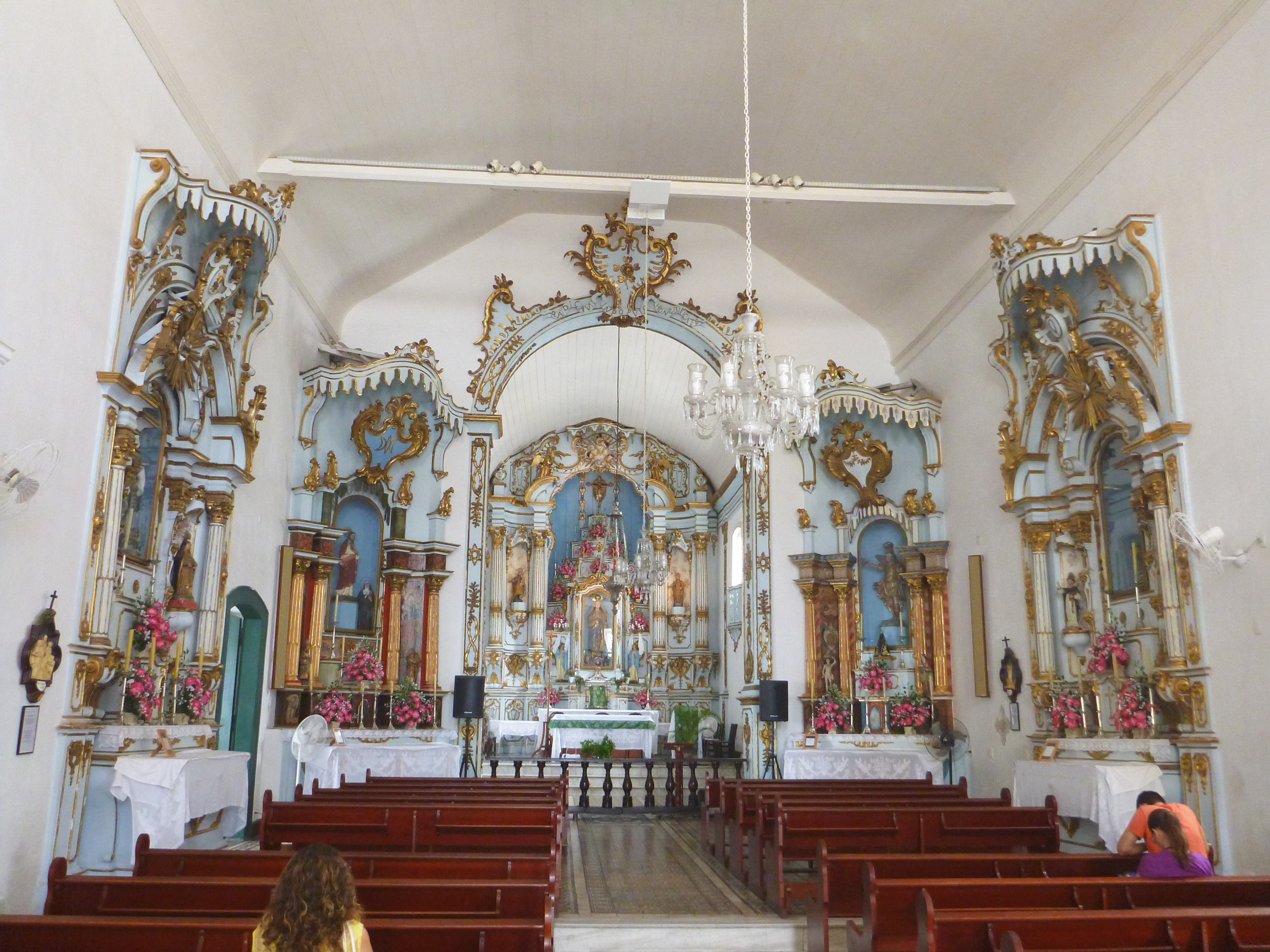
Nave e capela principal da igreja

Em 1624, a Câmara Municipal decidiu-se pela construção de uma igreja matriz ("sé") própria. Após adquirir um terreno e financiamento, as obras começaram a 25 de fevereiro de 1625. Os trabalhos foram lentos e, em 1632, a sede da paróquia foi transferida da Igreja do Carmo para a Igreja de Santa Luzia, que passou a funcionar como matriz provisória. Várias vezes a vila pediu apoio financeiro à metrópole para as obras da matriz, e em 1704 a coroa enviou duzentos mil réis como ajuda. Mesmo assim, a igreja matriz foi inaugurada apenas a 04 de fevereiro de 1750, 125 anos após o início dos trabalhos.

## Caracterização
A matriz é de arquitetura muito modesta. A fachada possui uma porta e duas janelas na altura do coro, com um frontão de volutas  simplificadas mais recente que o resto da igreja. No lado esquerdo da fachada há uma torre sineira encimada por uma cúpula de alvenaria com forma piramidal. O interior, de uma só nave, possui várias imagens antigas. A do retábulo principal é o da padroeira,  Nossa Senhora da Conceição. A pia batismal da sacristia, em pedra de lioz, foi doada pela coroa portuguesa em 1750.